# Kvernes stavkirke
Kvernes stavkirke er en stavkirke i Averøy kommune i Møre og Romsdal, Norge. Den er sandsynligvis opført i 1630, hvilket er langt senere end landets øvrige stavkirker, og det er en af de få stavkirker, som er opført efter reformationen.
Kirken står på stedet Kvernes, dette navnet kommer af norrønt hverfa (at vende) som beskriver formen på næsset som er den nordøstligste pynt på Averøya. Kirkestedet er nævnt første gang i Aslak Bolts Jordebog fra omkring 1430. Stedet ligger højt og frit, og godt synlig for de som passerer på fjorden.